# 夏树芳 (科普作家)
夏树芳（1930年8月—2018年12月27日），男，浙江临海人，中国科普作家。南京大学地球科学系教授，国际古生物学会会员。编著有《化石漫谈》、《中国化石》等。

## 生平
1930年8月生。1954年3月毕业于南京大学地质系，留校任教。1981年加入九三学社。1991年升任教授。担任过江苏省古生物学会理事，南京市科普作协理事长。2018年12月27日9时43分在南京去世。

## 著作
夏树芳出版的科普图书有《金陵风貌》、《古生物与能源》、《沧海桑田话江苏》、《古动物世界》、《栖霞山》、《玄武湖》、《地理故事丛书》、《地球变迁》、《人类起源》、《世界奇观揭奥秘》、《地动山摇大海啸》、《地大物博山河美》、《恐龙探奇》、《中国化石》、《地质旅行》等。